# Acuífero 23
El acuífero Sistema 23 o acuífero de La Mancha Occidental es la unidad central y una de las piezas clave del sistema hidrológico de la Cuenca Alta del Guadiana. Abarca una superficie de 5500 km² con una profundidad de 70 m y sobre el que se asientan tres provincias: Ciudad Real, Albacete y Cuenca. Se trata, por tanto, de uno de los mayores acuíferos de España.

## Características
La recarga de este acuífero procede de la infiltración de las aguas de lluvia, de la infiltración producida desde la red de aguas superficiales, cuando los cauces están por encima del nivel freático, y de los flujos laterales de otros acuíferos adyacentes con los que el Acuífero 23 interacciona, especialmente con el acuífero de la Sierra de Altomira (Acuífero 19) y con el acuífero del Campo de Montiel (Acuífero 24), bien a través de ríos, bien por transferencia subterránea.

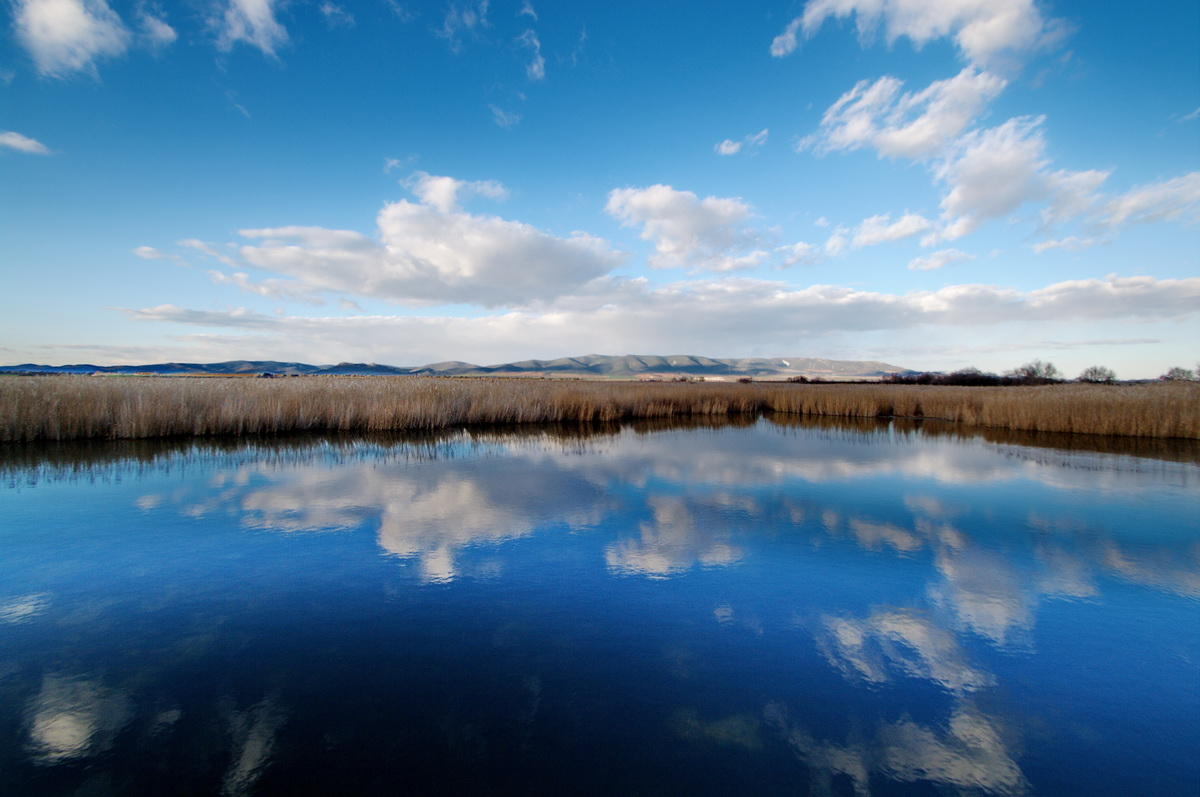
Las Tablas de Daimiel.

Se asienta sobre un sustrato de roca caliza muy permeable que filtra las aguas hacia el subsuelo. La llanura manchega se ve interrumpida por serratas paleozoicas con dirección este - oeste. Estas pequeñas sierras se formaron en la orogenia hercínica, de forma que en la parte superior se quedaron las cuarcitas. La erosión diferencial eliminó los grupos de pizarras antes de que se sedimentaran las calizas de origen lacustre, no marítimo, como ocurre en el acuífero 24. Los grupos carbonáticos son más modernos. Las características del terreno e interconexión entre aguas subterráneas y superficiales han propiciado la existencia de grandes extensiones de humedales, entre los que destaca el de las Tablas de Daimiel, y protegidos en su conjunto en la Reserva de la Biosfera de La Mancha Húmeda (desde 1980).
El acuífero 23 regula de manera natural las aportaciones que recibe y descarga a través de sus aliviaderos naturales, como son los Ojos del Guadiana, que nace en las lagunas de Ruidera. Otra parte de la descarga se efectúa a lo largo de su curso aguas abajo de su nacimiento, cuando el río forma ya parte de Las Tablas. Sin embargo, a partir de los años setenta se generalizó el regadío en la comarca y se llegó a la sobreexplotación del acuífero. El nivel freático descendió y desaparecieron las descargas naturales en superficie. Esta superficie no se encuentra disponible en estos momentos.

## Evolución

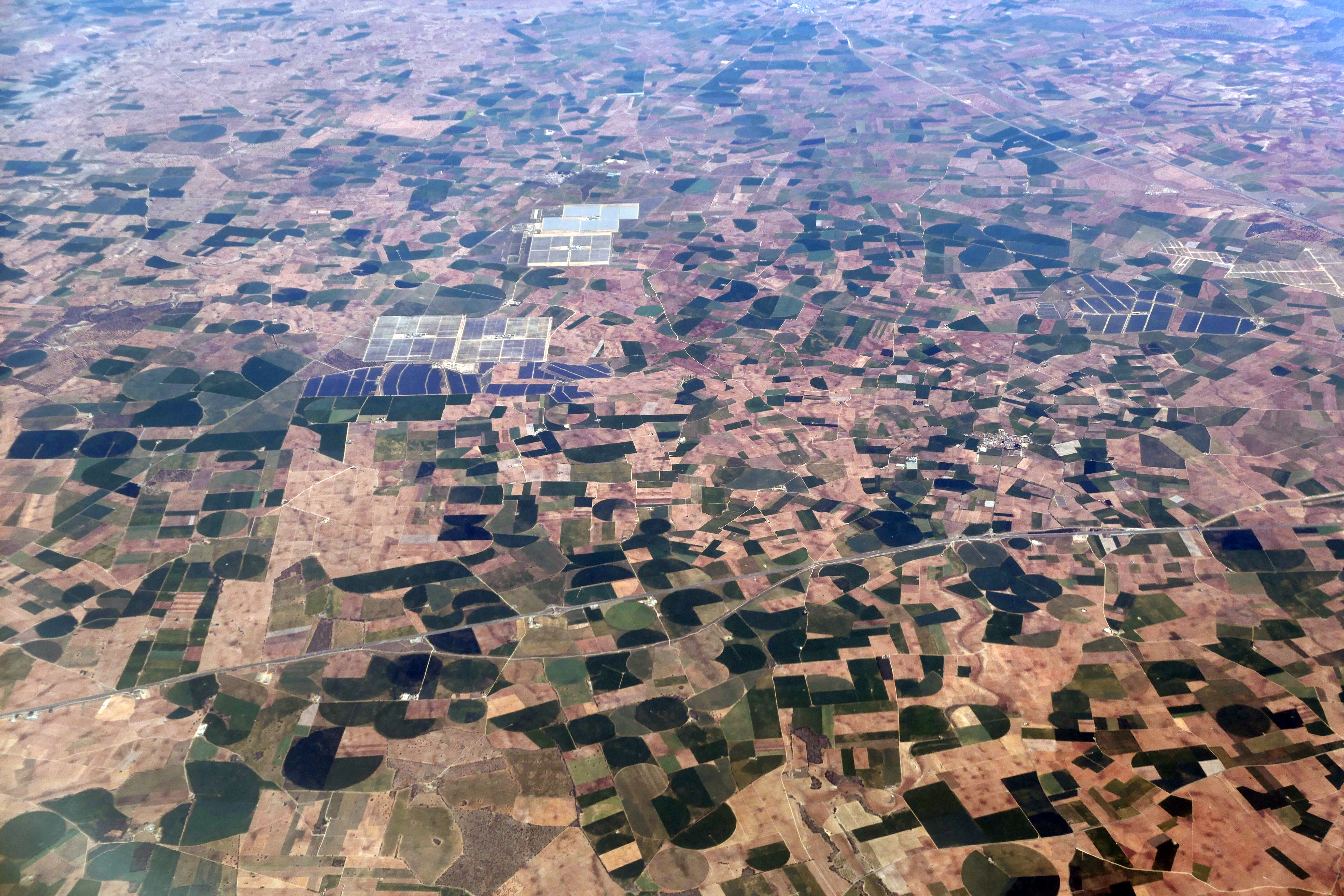
Vista aérea del campo alredador de Llanos del Caudillo

Fue declarado sobreexplotado en febrero de 1987 por acuerdo de la Junta de Gobierno de la Confederación Hidrográfica del Guadiana imponiendo severas reducciones en las extracciones mediante la aprobación del denominado Régimen de Explotación y prohibiendo la apertura de nuevos pozos, a la vez que se establecía la obligatoriedad de constituir Comunidades de Usuarios. El proceso culminó con la declaración definitiva de sobreexplotación y aprobación del Plan de Ordenación de las Extracciones por la Junta de Gobierno de la Confederación Hidrográfica del Guadiana el 15 de diciembre de 1994. Las causas principales de esta situación son varias, como que el Alto Guadiana dejó de prestar agua al acuífero de una forma continuada y natural cuando se construyó la presa del embalse de Peñarroya; después, el régimen de extracciones de agua del acuífero 23 ha ido en aumento en los últimos 20 a 25 años; y, por último, también ha contribuido la escasez de lluvias de los últimos años.
El incremento de las extracciones y aumento de la superficie de regadío, se debió, en gran parte, a la planificación agraria llevada a cabo por la Administración a partir de 1950, considerando la agricultura de regadío como un medio para paliar las lamentables y precarias condiciones sociales y económicas de la zona, en unas fechas en que no existía el conocimiento ni la concienciación sobre el medio ambiente, y la necesidad de protegerlo y preservarlo que hoy se tiene. Una serie de técnicos llegaron a afirmar que el acuífero 23 es «como el Mediterráneo»,[cita requerida] queriendo decir que se podía explotar sin miedo a que se secara. Los habitantes de la zona, pertenecientes a una sociedad agrícola, se lo tomaron en serio y ya en 1972 se observa que la lámina de agua desciende a una gran velocidad.